# Одеський муніципальний музей особистих колекцій імені О. В. Блещунова
Одеський муніципа́льний музе́й особистих коле́кцій і́мені О. В. Блещунова — перший в Україні музей особистих колекцій, створений із колекції альпініста та колекціонера О. В. Блещунова та одеських колекціонерів.

## Блещунов та історія колекції музею
Блещунов Олександр Володимирович (1914—1991) народився в Харкові, але мешкав в Одесі. Відомий як керівник секції альпінізму. Все життя колекціював цікаві, незвичні та екзотичні речі. Власні колекції з додатками приватних колекцій інших одеситів подарував місту.
Колекція ніколи не мала систематичного характеру, обумовленими важкими умовами колекціювання і підозрілим ставленням до колекціонерів в СРСР. Це не завадило придбати до колекції як типових речей тогочасного колекціювання (ікони, латунні хрести і рельєфи сакральної тематики, випадкова порцеляна, старовинні меблі), так і невеликої кількості живопису, кабінетної скульптури, антикварних меблів. Музей особистих колекцій має здебільшого не художній, а декоративно-ужитковий характер збірок, що нечасто зустрічається і в самій Одесі, і на теренах України.
Фонд музею становить приблизно 10 тисяч одиниць збереження.
3 липня 1986 Одеським міськвиконкомом прийняте Рішення № 333 «Про створення в Одесі музею особистих колекцій, переданих в подарунок державі».

## Приміщення музею особистих колекцій

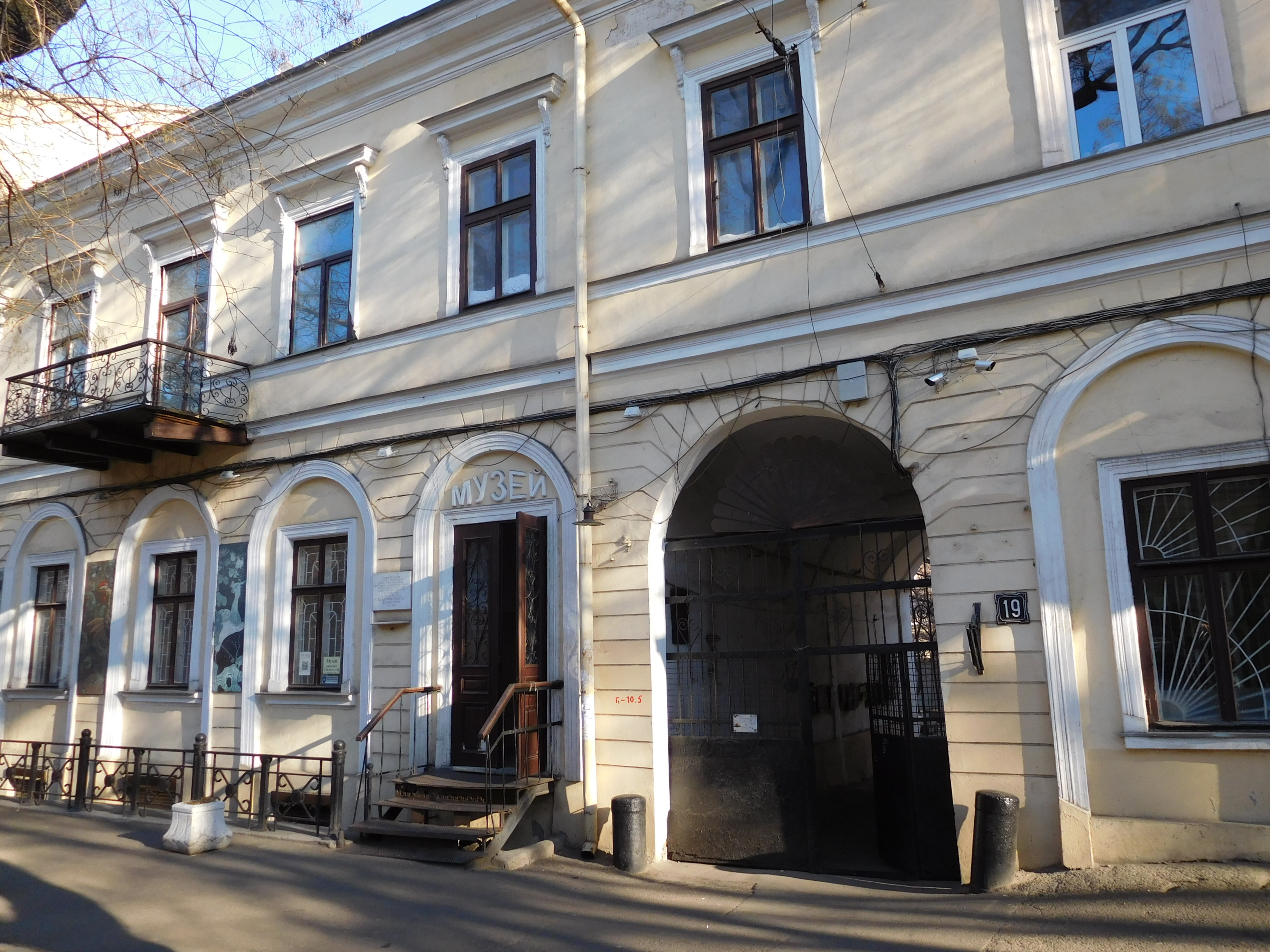
Будинок прибутковий Фері та Савіна

Музейна збірка починалась як приватна колекція. Тому володар колекції О. В. Блещунов за часів СРСР не міг розраховувати ані на підтримку держави, ані на надання окремого приміщення для музею.
Музей розміщений на першому поверсі та у підвалі прибуткового будинку Фері та Савіна, який є пам'яткою пересічної одеської архітектури побудови 1832 року за (типовим) проектом архітектора К. Д. Боффо, за адресою вул. Польська,19. Музейний заклад розташований в колишній квартирі свого власника — Олександра Блещунова. Але після смерті власника музей отримав додаток до назви «імені О. В. Блещунова» та має муніципальне підпорядкування. Експозиції розташовані в десяти (10) кімнатах, де експоновано близько 3000 речей, найкращих у музейній збірці. В 2017 до основного музейного приміщення додався окремий комунікативно-виставковий простір «Квартира № 6», на який музейники чекали двадцять років. В просторі систематично проводять виставки, лекції, майстер-класи тощо.

## Зали-кімнати музею
- «Меморіальна кімната Олександра Блещунова»[1]. Її створення — логічне нагадування про засновника музею особистих колекцій.

У кімнаті збережено кабінет засновника музею та його першого керівника. Тут представлені родинні фото та реліквії, робочі меблі, письмовий стіл і крісла, роги екзотичних тварин, старий телевізор, речі і документи, пов'язані з цивільними і військовим етапами його життя. Створення меморіальної кімнати Олександра Блещунова — повернення в культуру України значення пересічної особистості (не політичного діяча і не науковця), уваги до особи, вихолощене і зведене нанівець за роки існування СРСР.
- Кімната «Буддійський Схід»[1]. Назва кімнати умовна, бо буддизм як релігійна система, притаманний Монголії та Тибету, становить лише неповну частину релігійного життя Китаю, Японії тощо.

У цій кімнаті логічно репрезентована невелика колекція китайської та японської порцеляни, флаконів для нюхального тютюну з напівкоштовного каменю, поодинокі зразки китайських сувоїв, різьблені дерево та нефрит (каменерізні ремесла Китаю), лакові вироби Китаю. Додатками до колекцій порцеляни слугують збірки сакральної скульптури кабінетного розміру, виконані в країнах Далекого Сходу в техніці втраченого віску або у формах з подальшим доопрацюванням (карбування, шліфування). Серед експонатів музею і дерев'яні дошки-матриці для друку буддистських ікон-танка.
- Кімната «Західна Європа». Звичайно ж, все розмаїття мистецтва країн Європи ніяк не може репрезентувати одна музейна кімната. Неповнотою власних експонатів відомий і Музей західного і східного мистецтва, спеціалізований саме на цієї тематиці. Тому не слід поки що розраховувати на низку шедеврів західноєвропейського мистецтва в музеї приватних колекцій, бо сучасні можливості одеських колекціонерів обмежені. В музейній кімнаті репрезентовані не стільки зразки живопису (їх обмаль), скільки декоративно-ужиткове мистецтво — вироби зі скла, порцеляна європейських мануфактур, вироби керамічних центрів Голландії та Британії (кераміка Веджвуд), меблі, костюми, історичне взуття, віяла.

Колекція віял переносить відвідувачів до забутого побуту дворянської культури з їх садибами, бібліотеками, парками і вечірками. Власні збірки історичних віял мають Ермітаж, музеї-садиби Росії тощо. Тому збірки віял в музеї Блещунова, який не є музеєм-садибою і не має велетенських можливостей Ермітажу, є найнесподіванішими. В колекції — віяла з пір'я страусів та інших птахів, зі стулок слонової кістки, паперу з малюнками тощо.
Цікавими зразками репрезентована і порцеляна європейських мануфактур, де є вироби заводів Мейсена, Відня, Берліна, Ліможа.
Композиційним центром експозиції зроблено велике венеціанське дзеркало в різьбленій рамі. Його облямували невеликі портрети царських осіб роботи художників 18 століття.
Музейні збірки кімнат (вимушено небагаті) надають можливості проведення екскурсій за темами «Костюм і бальні аксесуари доби романтизму», «Фантазії меблевого майстра», «Секрети порцеляни».
- Кімната «Російська старовина». Збірка вимушено небагата і репрезентує не живопис, а побутові речі городян доби Російської імперії — каслинське литво, меблі, мереживо, російські вироби з бісеру, самовар, свічники, скрині, музичні інструменти тощо.
- Кімната «Мусульманський Схід»[1]. В 20 столітті розпочалися детальні наукові дослідження мистецтва мусульманських країн. Підґрунтям були теоретичні настанови доби романтизму, котрі оголосили важливим для історії мистецтв не тільки античність чи відродження, а всі історичні періоди розвитку мистецтв і будь-якого народу. Західна Європа вже поціновувала килимарство арабомовних країн з доби пізнього середньовіччя та відродження. Не дивно, що килими арабомовних країн представлені і в експозиції музею. Серед них — коштовний перський килим із зображенням дерева з квітами та птахами, а також хурджуми, тобто невеликі сумки-кошики в техніці килимарства[1]. Увагу привертають і металеві вироби — різноманітний посуд майстерень Персії та Середньої Азії.
- Кімната «Сходова клітка»[1]. Невеликі музейні площі примусили використати для експонування і сходову клітку. Музейники експонують тут невелику збірку живопису художника Б. А. Смирнова-Русецького, одного з учнів М. К. Реріха.
- Кімната «Одесика». Тематично це найбільш спірна експозиція музею, присвячена історії Одеси. Бо вона ніколи не стане універсально повною, незважаючи на різноманітність репрезентованих експонатів. Серед них чимало меморіальних речей, старовинні книги, старі газети, фото різних десятиліть, деякі твори одеських художників.
- Кімната «Християнство». Саме тут репрезентовані ікони, російські і українські, мальовані на дошках і на полотні, збірка емалевих виробів з міста Ростов Великий, реманент сакральних споруд (невелика збірка малих дзвонів, дискоси, потири, лампади тощо).

## Збірка меблів музею особистих колекцій
Особливістю музею особистих колекцій імені О. В. Блещунова є збірка історичних та антикварних меблів. Меблярство як музейна галузь випадала з поля зору музейників України десятиліттями. Свідоцтвом чому є лише один музей меблів, розташований в місті Львів.
Про деякі зразки меблів музею Блещунова можна розповідати окремо, серед них меблі з карельської берези, давно заборонені до вивозу з території Російської Федерації.
До коштовних історичних зразків належить і коромандельська ширма музею імені О. В. Блещунова, зразків якої не має жоден музей України.
Ширми уславились в Західній Європі з часів колоніалізму як екзотичний експортний товар з Далекого Сходу. Свою назву вони здобули за топонімом — Коромандельський берег в Індії. Там ширми ніколи не виготовляли, проте там розташовувалося декілька портів — транзитних пунктів, куди заходили вітрильники колонізаторів з готовими ширмами, виготовленими в Китаї. Так назва закріпилася і стала історичною. Коромандельські ширми виготовляли з екзотичної деревини і прикрашали лаками, перламутром, що зробило їх окремим різновидом ужиткового мистецтва і явищем у західноєвропейському меблярстві і колекціонуванні. Зразок музею Блещунова старовинний — ширму датують 17 століттям. Має музей і японську ширму, виготовлену із використанням чорного шовку.
Серед цікавих зразків європейських меблів музею також «Лебедине крісло» — характерний зразок меблів доби ампір.

## Благодійний фонд
З 1999 діє благодійний фонд «Музеум» (президент — Віталій Томчик, мандрівник, колекціонер, учень О. В. Блещунова), котрий допомагає музейному закладу.